# Huahine
Huahine (fransk île Huahine) er en ø i Fransk Polynesien i Stillehavet. Øen tilhører øgruppen Selskabsøerne og ligger ca. 70 km nordøst for hovedøen Tahiti. Der bor ca. 6000 indbyggere på øen, heraf ca. 1200 personer i øens største by Fare. Huahine har en lille lufthavn som blev åbnet i 1971.

## Økonomi
Indtægter kommer hovedsagelig fra turisme og landbrug såsom dyrkning af ananas, meloner, citrusfrugter, grapefrugt og vanilje.

## Geografi
Huahine har et areal på ca. 74 km² og består faktisk af to øer, Huahine Nui (store Huahine) mod nord og Huahine Iti (lille Huahine) mod syd som er omkranset af et undersøisk koralrev. Øens højeste punkt er den slukkede vulkan Mont Turi på 669 m som ligger på Huahine Nui og på Huahine Iti ligger Mount Pohuerahi på 462 m.

## Historie
Huahine menes at være blevet befolket af polynesiere omkring 900-talet og der findes stadig ruiner nord for Fare som menes at stamme fra denne periode. James Cook besøgte som den første europæer øen i 1769, dog uden af blive varmt modtaget af den lokale befolkning. Han besøgte yderligere øen to gange i hhv. 1774 og 1777. I 1903 blev Huahine indlemmet i Établissements Français de l'Océanie (Fransk Oceanien).